# Ханойська цитадель
Хано́йська цитаде́ль (в'єтн.Hoàng thành Thăng Long) — культурний комплекс, що включає в себе перший королівський корпус часів династії Лі, а згодом розширений в часи Чан, Ле та династії Нгуєн. Руїни приблизно збігаються з нинішньою Ханойською цитаделлю.
Королівські палаци та більшість будов у Тханг Лонг були більшою чи меншою мірою зруйновані до кінця XIX століття через дії французької армії під час завоювання В'єтнаму (Тханг Лонг — це давня назва Ханоя). У XX столітті комплекс усе ще руйнувався через війни, що тривали. Тільки на початку XXI століття розпочато систематичні розкопки.
28 грудня 2007 року Центральна частина Королівської цитаделі Тханглонг-Ханой була класифікована як архітектурний пам'ятник державного значення, а 12 серпня 2009 року її оголосили Особливим національним пам'ятником.
Центральний комплекс імператорської цитаделі був внесений до списку Світової спадщини ЮНЕСКО 31 липня 2010 року на 34-й сесії у Бразилії.

## Історія
Центральна частина Королівської цитаделі Тханглонг-Ханой розташована на площі 18 000 м² у районі розкопок на вулиці Хоангзьєу, у будинку № 18, та на території стародавньої ханойської цитаделі.
Центральна частина Королівської цитаделі включає в себе деякі наземні об'єкти, серед яких найраннішим є, датований 1467 роком, фундамент палацу Кіньтхієн, закладений за правління династії ранніх Ле, кам'яні сходи, кам'яні перила з висіченими драконами. Збереглися ворота Доанмон (тобто Південні ворота), що ведуть до Забороненого міста у цитаделі. А від Ханойської цитаделі за династії Нгуєн збереглися Північні ворота та Вежа-Флагшток. Збереглися й деякі французькі воєнні об'єкти, наприклад, штаб артилерії, що був збудований на одній частині фундаменту палацу Кіньтхієн.
У 1998 році археологи проводили розвідувальні розкопки біля підніжжя Південних, Північних воріт та Палацу Принцес. Там вони знайшли багато реліквій, що відносяться до часу правління династій Лі та Чан. Пізніше, у 2008 році, на іншій території розкопок в середині шляху від Південних воріт до основи палацу Кіньтхієн, вчені знайшли сліди Королівського двору династії Ле, покритого типовими для цієї епохи плитками. Важливі матеріали були виявлені під час розкопок з грудня 2002 по 2004 рік у будинку № 18 вулиці Хоангзьєу. На території 19 000 м² знайшли цілий комплекс артефактів та пам'ятників, що охоплюють тривалий період історії: до XI століття (тобто до заснування тут Тханглонгу), згодом період існування Тханглонгу та до поточного ханойського періоду. Площа розкопок розширилась та сягнула 33 000 м². У культурних шарах, що лежали один над одним, знайдено архітектурні пам'ятники, дренажні системи, колодязі, основи колон та стін, сліди русла стародавніх річок та озер.
Залишки Імператорського міста були знайдені на місці зали зборів Бадінь, коли вона була забрана 2008 року, щоб вивільнити простір для спорудження нової будівлі парламенту. Різноманітні археологічні знахідки були виставлені у Національному музеї. Досі лише невелика частина Тханг Лонг розкопана.

## Знаменна вежа
Серед будівель, пов'язаних з імператорським містом, виділяється Знаменна вежа Ханоя. Її висота становить 33,4 м (з прапором — 41 м). Вежа є символом міста. Збудована 1812 року за династії Нгуєн вежа, на відміну від багатьох інших будівель Ханоя, не була зруйнована. За французького панування у В'єтнамі (1885–1954 рік) вона використовувалася для спостереження за околицями та як точка сполучення між штаб-квартирою та віддаленими військовими постами.
Знаменна вежа не належить до території цитаделі, яку звичайно демонструють туристам. Оглянути її можна окремо від фортеці, якщо пройти в напрямку Військово-історичного музею Ханоя. Станом на 2013 рік плата за відвідування фортеці становить 30 000 донгів, що є еквівалентом приблизно 1,5 долара США. Для огляду відкрита більша частина комплексу. Лише деякі його частини закриті для відвідувачів через проведення археологічних робіт. Крім того, північна частина фортеці досі використовується армією В'єтнаму, тому доступ туди неможливий.
|                                   |
| Північні ворота з фортечним ровом |

|                |
| Фасад цитаделі |

|                      |
| Імператорський палац |

|                             |
| Північні ворота у 2009 році |